# Maksim Antoniuk
Maksim Antonowicz Antoniuk (ros.) Максим Антонович Антонюк (ur. 7 października?/19 października 1895 w Macach, zm. 30 lipca 1961 w Moskwie) – Białorusin, radziecki wojskowy, generał porucznik.

## Życiorys
Urodził się we wsi Macy w rejonie prużańskim w obwodzie brzeskim.
W 1915 roku powołany do armii rosyjskiej, gdzie ukończył 3 Moskiewską Szkołę Chorążych. Brał udział w I wojnie światowej na Froncie Północnym. Wojnę zakończył w stopniu porucznika.
W 1917 roku wstąpił do Czerwonej Gwardii, a w 1918 do Armii Czerwonej. W czasie wojny domowej w Rosji pełnił kolejno stanowiska: szefa wydziału topograficznego, zastępcy dowódcy i dowódcy sektora bojowego, przedstawiciela Rewolucyjnej Rady Wojskowej, dowódcy pułku, brygady.
W 1921 roku ukończył Akademię Wojskową im. Frunzego i powtórnie tą samą Akademię w 1925 roku. W latach 1924–1930 był kolejno dowódcą: 4 Turkiestańskiej Dywizji Strzeleckiej, 5 Witebskiej Dywizji Strzeleckiej im. Czechosłowackiego Proletariatu i 3 Krymskiej Dywizji Strzeleckiej. W okresie od października 1930 do lutego 1931 roku był wykładowcą w Akademii Wojskowej im. Frunzego, a następnie dowódcą i komisarzem 8 Korpusu Strzeleckiego.
W czerwcu 1937 roku został dowódcą Syberyjskiego Okręgu Wojskowego. W czerwcu 1938 roku aresztowany przez NKWD pod zarzutem zdrady, w grudniu 1938 roku zrehabilitowany i zwolniony z aresztu. Został wtedy starszym wykładowcą taktyki w Akademii Wojskowej im. Frunzego, a potem inspektorem piechoty Armii Czerwonej. W dniu 2 sierpnia 1940 roku został zastępcą inspektora generalnego piechoty Armii Czerwonej.
Po ataku Niemiec na ZSRR zajmował się formowaniem dywizji piechoty i tworzeniem batalionów marszowych dla uzupełnienia walczących dywizji.
W sierpniu 1941 roku został dowódcą Petrozawodzkiej Grupy Wojsk 7 Armii, a następnie 48 Armii Frontu Leningradzkiego, walczącej na podejściach do Leningradu, do momentu jej rozwiązania w dniu 14 września 1941 roku. Następnie był dowódcą grupy wojsk 54 Armii na kierunku mgańskim.
W okresie od października 1941 do czerwca 1942 pozostawał bez przydziału w dyspozycji dowódcy Frontu Leningradzkiego.
W czerwcu 1942 roku został dowódcą 60 Armii powstałej na bazie 3 Armii Rezerwowej. Od września 1942 roku zastępca, a następnie dowódca 2 Armii Rezerwowej Odwodu Naczelnego Dowództwa Armii Czerwonej. W kwietniu 1943 roku został zastępcą dowódcy Stepowego Okręgu Wojskowego, a następnie po przekształceniu okręgu we Front Stepowy zastępcą dowódcy tego frontu.
Od października 1943 roku zastępca dowódcy Frontu Nadbałtyckiego, a potem 2 Frontu Nadbałtyckiego, funkcję tę pełnił do końca wojny.
Po zakończeniu II wojny światowej w okresie od października 1945 do maja 1947 roku zastępca dowódcy ds. szkolenia – Lwowski Okręg Wojskowy.
W 1947 roku przeniesiony do rezerwy. Zmarł w Moskwie, pochowany na Cmentarzu Nowodziewiczym.

## Awanse
- komkor (20 listopada 1935)
- generał porucznik (4 czerwca 1940)

## Odznaczenia
- Order Lenina
- Order Czerwonego Sztandaru (trzykrotnie)
- Order Suworowa kl. II (06.04.1945[2])
- Order Wojny Ojczyźnianej kl. I (27.08.1943[3])